# 한유섬
한유섬(韓萸暹, 1989년 8월 9일 ~ )은 KBO 리그 SSG 랜더스의 외야수이다. 개명 전 이름은 '한동민(韓東旻)'이다.

## 아마추어 시절
경남고등학교 시절에는 공식 경기에서 홈런을 단 한 차례도 기록하지 못할 정도로 거포와는 거리가 먼 컨택트 위주의 타자였다.
경성대학교 진학 후 체계적인 웨이트 트레이닝를 시작하며 대학 리그를 대표하는 장타자로 거듭났다. 경성대 1학년 때인 2008년 5월 10일 동의대와의 경기에서 공식 경기 첫 홈런을 기록한 후 대학 4년 동안 통산 8홈런을 쳐 냈으며, 3학년 때인 2010년에는 타율 0.348, 23타점, 3홈런으로 대학 우수 타자상을 수상했다.
경성대 4학년 때인 2011년에는 한양대 박해민과 함께 국가대표로 선발돼 제 39회 야구 월드컵에 출전했다.

## SK 와이번스시절
드래프트 지명에 가장 큰 영향을 미치는 대학 4학년 때 75타석 동안 타율 0.230, 2홈런에 그치며 극심한 타격 슬럼프를 겪었다. 또한 어중간한 수비 포지션에 '공갈포' 이미지도 강해 드래프트 미지명이 점쳐지기도 했지만, 2012년 신인 드래프트 9라운드(전체 85순위)에 지명됐다.
2012년 데뷔 시즌에서 마지막 라운드 지명자로서 2012년 드래프트 지명 야수들 중 가장 먼저 1군에 등록돼 5월 3일 KIA전에서 대타로 데뷔 첫 경기를 치렀다. 2개월 후 다시 1군 경기에 복귀했지만 7월 27일 헤드 퍼스트 슬라이딩 중 인대가 손상됐다.
2013년 시즌에는 당시 감독이었던 이만수의 신임을 받아 개막전부터 선발 출장했다. 무릎 부상으로 한동안 2군에 머물렀지만 5월 5일 한화전에서 역전 만루 홈런, 7월 17일 넥센전에서 역전 3점 홈런, 8월 11일 롯데전에서 끝내기 홈런 등 결정적인 순간 클러치 능력을 보여주며 시즌 2할대 타율, 14홈런, 52타점으로 2년차로서 준수한 성적을 기록했다.
2014년 시즌에는 어깨 부상으로 인해 전 시즌에 버금가는 임팩트를 보여주지 못하며 67경기에 출전해 2할대 타율, 3홈런, 24타점에 그쳤다.

## 상무 야구단시절
2014년에 입단하였다. 2015년에는 1루수로 자주 출전했고 그 해 9월 오른쪽 팔꿈치 인대 접합 수술을 받았다. 팔꿈치 수술을 받은 후 한동안 지명타자로 뛰었지만 2016년 7월부터 우익수를 맡았다. 2015년 21홈런, 2016년 22홈런으로 2년 연속 퓨처스 리그 홈런왕을 차지했고, 2016년 시즌에는 타율까지 0.365(퓨처스 4위)로 끌어올렸다.

## SK 와이번스복귀 &SSG 랜더스시절
2016년 9월 제대 후 복귀해 6경기에 출장했다.
2017년 시즌에 데뷔 후 첫 풀 타임 시즌을 소화하며 103경기에 출전했다. 2할대 타율, 29홈런, 73타점으로 커리어 하이를 기록했으나 8월 8일 NC전에서 2루로 도루하다가 왼쪽 발목이 돌아가 발목 인대가 파열돼 시즌 아웃됐다. 부상 전까지 최정에 이어 홈런 리그 2위, 장타율 0.614로 3위를 기록했고, 처음으로 세 자릿수 경기 이상 출전했다.
2018년 시즌에는 별다른 부상 없이 처음으로 규정 타석을 채우고 136경기에 출장하는 등 팀의 붙박이 우익수로 확실하게 자리매김했다. 5월 23일 넥센전에서 로저스를 상대로 시즌 9~10호 홈런, 김성민을 상대로 11호 홈런, 김선기를 상대로 12호 홈런을 기록해 KBO 역대 5번째 한 경기 4홈런을 기록했다. 6월 22일 kt전에서는 한 경기 3홈런을 기록했다. 이후 8월 1일 넥센전에서 연타석 홈런, 9월 19일 kt전에서 멀티 홈런을 쳐 내며 시즌 2할대 타율, 41홈런(리그 5위), 115타점(리그 6위)을 기록해 팀의 주축 선수로 자리잡았다.
2018년 넥센과의 플레이오프 5차전에서 신재영을 상대로 연장 끝내기 홈런을 쳐 내며 팀의 한국시리즈 진출을 이끌었다. 2018년 한국시리즈 6차전 연장전에서 유희관을 상대로 결승 홈런을 쳐 내며 한국시리즈 MVP로 선정됐다.

## 출신 학교
- 부산 중앙초등학교 (해운대리틀)
- 부산 대천중학교
- 경남고등학교
- 경성대학교

## 배우자
- '전벼리' (2017년 ~ 현재)

## 응원가

### 개명 전
- 야야야야~ 한동민 날려버려라~ (홈런) ×4[4](원곡 Hep Stars - Speedy Gonzales)

### 개명 후
- 야야야야~ 한유섬 날려버려라~ (홈런) ×8 (원곡 Hep Stars - Speedy Gonzales)

## 통산 기록
| 연도 | 팀명   | 타율  | 경기 | 타수 | 득점 | 안타 | 2루타 | 3루타 | 홈런 | 루타 | 타점 | 도루 | 도실 | 볼넷 | 사구 | 삼진 | 병살 | 실책 |
| ---- | ------ | ----- | ---- | ---- | ---- | ---- | ----- | ----- | ---- | ---- | ---- | ---- | ---- | ---- | ---- | ---- | ---- | ---- |
| 2012 | SK     | 0.286 | 7    | 7    | 1    | 2    | 0     | 0     | 0    | 2    | 0    | 0    | 0    | 0    | 0    | 2    | 0    | 0    |
| 2013 | SK     | 0.263 | 99   | 285  | 36   | 75   | 15    | 2     | 14   | 136  | 52   | 2    | 3    | 20   | 16   | 82   | 6    | 2    |
| 2014 | SK     | 0.252 | 67   | 143  | 17   | 36   | 10    | 3     | 3    | 61   | 24   | 0    | 0    | 11   | 5    | 53   | 1    | 1    |
| 2016 | SK     | 0.278 | 6    | 18   | 3    | 5    | 0     | 0     | 0    | 5    | 0    | 1    | 0    | 1    | 1    | 5    | 0    | 0    |
| 2017 | SK     | 0.294 | 103  | 350  | 64   | 103  | 21    | 2     | 29   | 215  | 73   | 2    | 2    | 46   | 15   | 79   | 8    | 5    |
| 2018 | SK     | 0.284 | 136  | 486  | 97   | 138  | 31    | 0     | 41   | 292  | 115  | 4    | 2    | 52   | 16   | 124  | 10   | 1    |
| 2019 | SK     | 0.265 | 125  | 427  | 52   | 113  | 20    | 0     | 12   | 169  | 52   | 0    | 1    | 55   | 20   | 100  | 6    | 4    |
| 2020 | SK     | 0.249 | 62   | 193  | 35   | 48   | 5     | 0     | 15   | 98   | 31   | 2    | 0    | 30   | 6    | 49   | 8    | 2    |
| 2021 | SSG    | 0.278 | 135  | 442  | 71   | 123  | 18    | 1     | 31   | 236  | 95   | 1    | 0    | 60   | 10   | 96   | 11   | 2    |
| 2022 | SSG    | 0.264 | 135  | 458  | 62   | 121  | 33    | 1     | 21   | 219  | 100  | 1    | 1    | 66   | 16   | 137  | 8    | 0    |
| 2023 | SSG    | 0.273 | 109  | 333  | 29   | 91   | 15    | 2     | 7    | 131  | 55   | 2    | 1    | 34   | 12   | 81   | 3    | 4    |
| 2024 | SSG    | 0.235 | 132  | 464  | 64   | 109  | 29    | 0     | 24   | 210  | 87   | 0    | 1    | 46   | 9    | 142  | 2    | 7    |
| 통산 | 12시즌 | 0.267 | 1116 | 3606 | 531  | 964  | 197   | 11    | 197  | 1774 | 684  | 15   | 11   | 421  | 126  | 950  | 68   | 28   |